# عقد 60
عقد 60 هو عقد امتد بين 1 يناير 60 و31 ديسمبر 69 بحسب التقويم الميلادي. سبقه عقد 50 ولحقه عقد 70.

## أحداث
- عام الأباطرة الأربعة (069)

## مواليد
- بلينيوس الأصغر (061)
- فيلو الجبيلي (064)
- بوليكاربوس (069)

## وفيات
- بروكيوس فستوس (062)
- مرقس (068)
- حنان (066)
- أنانوس بن أنانوس (068)
- برنابا (061)
- يعقوب البار (062)
- بطرس (067)
- أوثو (069)
- نيرون (068)
- لوكان (065)
- بترونيوس (066)

## كتب
- Yves Denis Papin (1998). Chronologie de l'histoire ancienne. Lieu de publication non identifié: Éditions Jean-paul Gisserot. ISBN:2-87747-346-5. OCLC:40746926. مؤرشف من الأصل في 2022-03-16.
- موسوعة حضارة العالم (2002) لأحمد محمد عوف.

## روابط خارجية
- تصفح سنة بسنة عقد 60 على موقع onthisday.com
- تصفح سنة بسنة عقد 60 ابتداءً من سنة عقد 60 على موقع المكتبة الوطنية الفرنسية